# Liste des cours d'eau du canton de Genève
Cette page présente une liste des cours d'eau du canton de Genève (Suisse).
Le canton compte un total de 364 cours d’eau, formant un réseau de plus de 800 km qui draine une cuvette d’environ 820 km2 (sans compter le Rhône et l'Arve).
Les deux principaux cours d'eau du canton sont le Rhône (avec le lac Léman) et l'Arve. La liste ci-dessous reprend le découpage triangulaire traditionnel du canton. 

## Entre Rhône et lac
- l'Allondon (rivière)
- les Charmilles (ruisseau)
  - Prend sa source au lieu-dit La Tuillière sur la commune de Dardagny et se jette à 1 km en aval de La Plaine
- le Châtelet (ruisseau)
- les Châtaigniers (ou Campeiroux) (ruisseau)
- le Cret (ruisseau)
- le Creuson (ruisseau)
- Les Écrevisses (ruisseau)
- le Gobé (ruisseau)
- l'Impératrice (ruisseau)
- le Marquet-Gobé-Vengeron (ruisseau dont la qualité s'améliore, mais encore « faiblement à nettement pollué »[2] en 2000)
- le Missezon (ruisseau, appelé Ruisseau de Fesnières en France[3])
- le Nant d'Avanchet (ruisseau)
- le Nant d'Avril (ruisseau)
- le Nant de Braille (ruisseau)
- le Nant de Pregny (ruisseau)
- le Nant de l'Écra (ruisseau)
- le Nant des Limites[4] (ruisseau)
- le Nant du Dezalley[5]
- le Pissevache
- le Roulave (ruisseau)
- la Versoix (rivière), appelée la Divonne en France[6]

## Entre Arve et Rhône
- l'Aire (rivière)
- l'Arande (ruisseau)
- la Drize (rivière)
- la Laire (rivière)
- le Longet (ruisseau)
- le Merley (ruisseau)
- le Nant de la Bistoquette (ruisseau)[7]
- le Nant des Crues (ruisseau)
- le Nant de Couchefatte (ruisseau)
- le Nant Manant (ruisseau)
- le ruisseau des Marais (ruisseau)
- le Voiret (ruisseau)
- le ruisseau des Communes
- le ruisseau des Eveaux

## Entre lac et Arve
- le Chamboton (ruisseau)
- le Chambet (ruisseau)
- le Foron (rivière)
- l'Hermance (rivière)
- le Manson (ruisseau)
- le Nant d'Aisy (ruisseau)
- le Nant du Paradis  (ruisseau)
- la Seymaz (rivière)

### Source, notes et références
1. ↑  SIEnG
2. ↑  Rapport : résultats des investigations du service cantonal d’hydrobiologie effectuées dans le bassin versant du Marquet/Gobé/Vengeron en 1999 - 2000. Genève, 18 pages, PDF
3. ↑  Sandre, « Fiche cours d'eau - Ruisseau de Fesnières (V0411150) » (consulté le 30 juillet 2014)
4. ↑  « Galerie photos », sur www.mairie-bellevue.ch (consulté le 6 juillet 2023)
5. ↑  Secrétariat du Grand Conseil, « Rapport du Conseil d’Etat au Grand Conseil sur le 6 e programme de renaturation des cours d'eau 2019-2023 » [PDF], 27 mars 2019 (consulté le 3 décembre 2023)
6. ↑  « Source de la Divonne, ou la source de la Versoix à Divonne dans le département de l'Ain », sur www.visinand.ch (consulté le 6 juillet 2023)
7. ↑  « renaturation des cours d’eau dans le canton de Genève - Bilan 10 ans », sur ge.ch